# Police d'État italienne
Pour les autres articles nationaux ou selon les autres juridictions, voir Police d'État.
La Police d'État (en italien, Polizia di Stato) est une force de police à statut civil, faisant partie des Forces de police italiennes (en), qui dépend du Département de sécurité publique du Ministère de l'Intérieur. Fondée en 1852 à partir de gardes militaires de sécurité publique (Pubblica Sicurezza, PS), en 1981 le corps est démilitarisé et prend alors le nom de Polizia di Stato.

## Missions et fondement

### Direction
Un préfet est à la tête de la Police d'État, avec une qualification de chef de la police - directeur général de la sécurité publique. Trois autres préfets l'assistent, revêtant le poste de vice-chef de la police et chacun respectivement le poste de :
- vice-directeur général pour l'accomplissement des fonctions subsidiaires, choisi en vertu de la loi parmi les préfets nommés dans le rôle de la Police d'État ;
- vice-directeur général pour les activités de coordination et planification ;
- vice-directeur générale - directeur de la direction centrale de la police criminelle.

Comme prévu par les règles de l'organisation ministérielle, le Département de la sécurité publique est organisé en directions centrales et en bureaux de niveau égal, également à caractère interarmées. Le Département supervisait également les Directions interrégionales de la Police d'État - au total sept - supprimées en vertu de l'alinéa 430 de la loi du 27 décembre 2006, n. 296, à partir du 1er décembre 2007, et leurs fonctions ont été réparties entre les structures centrales et périphériques de la même administration. Avec cela, le grade de directeur général de la sécurité publique de niveau B (équivalent au grade de général de corps d'armée) a été supprimé. Dans les mêmes lieux ont été établis les Services techniques, logistiques et patrimoniaux de la Police d'État, dirigés par des cadres supérieurs (grade équivalent à celui de général de brigade).

### Missions
En tant qu'autorité de sécurité publique, outre la surveillance de l'ordre public et le maintien de la sécurité urbaine, la Police d'État apporte assistance aux personnes publiques et privées en cas d'accidents et favorise la résolution pacifique des litiges entre particuliers. La Police d'État, dans ses fonctions de police judiciaire, est également à la disposition de la magistrature italienne en vertu de l'Article 109 de la Constitution.
Elle est également chargée de former, dans ses structures, du personnel appartenant à d'autres corps de police, notamment la Garde des finances et les Carabiniers, en ce qui concerne la répression des infractions au Code de la route au Centre de Formation de la Police d'État situé à Cesena.
Entre autres choses, les missions précises varient pour chaque unité et pour chaque spécialité du corps.
La Police d'État est membre de l'Institut européen des normes de télécommunications (ETSI).

## Historique
En 2001, dans le cadre de la répression des manifestations contre le G8, les forces de police se livrent à des actes de tortures contre des manifestants. Les policiers coupables seront toutefois amnistiés. Amnesty International qualifiera la répression des manifestations (un mort et plus de 600 blessés) de « plus grande violation des droits humains et démocratiques dans un pays occidental depuis la Seconde Guerre mondiale ». Ce n'est qu'en 2017 que les autorités policières reconnaitront officiellement les exactions : « À Gênes, un nombre incalculable de personnes innocentes ont subi des violences physiques et psychologiques qui les ont marquées à vie ».